# Jugando con el corazón
Jugando con el corazón   es una película del género comedia romántica de 1998, que narra la historia de varios personajes aparentemente inconexos.

## Sinopsis
Un grupo de personas que pertenecen a distintas generaciones y tienen estilos de vida muy distintos, coinciden en un punto común: buscan el amor y la amistad en Los Ángeles de hoy en día. Entre ellos están Hannah y Paul, un matrimonio cuya convivencia se verá amenazada. Meredith, una soltera vocacional consagrada a su trabajo. Hugh, un solitario, que va de bar en bar contando tristes historias de amor. Gracie y Roger, una pareja que ha encontrado la diversión sexual en una relación clandestina, o Joan y Keenan, dos jóvenes que pasan el tiempo soñando en los locales nocturnos de Los Ángeles. Todas estas personas experimentarán una transformación a causa de una cadena de acontecimientos imprevistos que harán que salga a la luz lo fugaz, complejo, y, a menudo, milagroso que puede ser el amor en según que circunstancias.

## Premios y nominaciones
Angelina Jolie ganó un premio National Board of Review Award por «Mejor Revelación de una actriz»  y el escritor/director Willard Carroll fue nominado para un premio en el Festival de Berlín.

## Música
La banda sonora incluye canciones de Morcheeba, Bonnie Raitt, Bran Van 3000, Edward Kowalczyk de Live, Neneh Cherry y Moby. Los productores ejecutivos son Bob Weinstein y Harvey Weinstein, de Miramax Films.

## Estreno
En algunas regiones, la película se estrenó con el título de Intermedia. El título original en Estados Unidos fue Bailar sobre Arquitectura (Dancing about Architecture), una referencia a una línea en la película (basada en una cita de Lou Reed en cuanto a «escribir sobre música») que la idea de «hablar de amor» es equivalente a «bailar sobre arquitectura», es decir, la fijación de un verbo relacionado con un tema específico. Un segundo título de trabajo, Si supieran (If they know), hizo lo que respecta a la etiqueta superior para algunas copias del CD banda sonora.
Hilary Duff tiene un pequeño papel en la película como uno de los hijos del personaje, aunque su parte es sin crédito.
Jon Stewart interpreta a un arquitecto en la película.